# نيكولو دي نيكولي

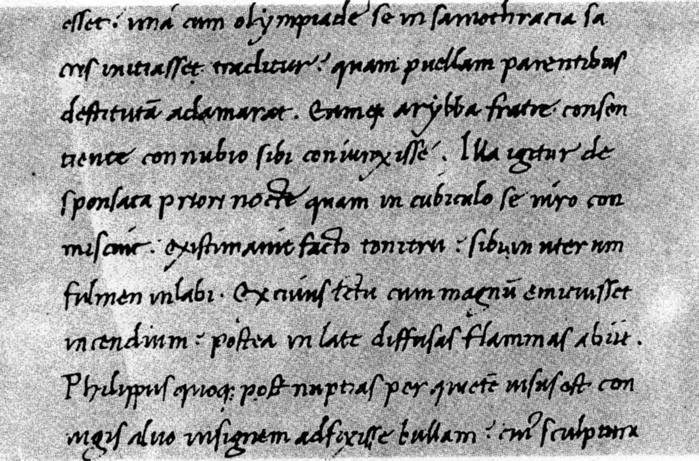
عينة من خط نيكولاي المائل

نيكولو دي نيكولي (1364 - 22 يناير 1437) كان إنسانوي إيطالي من عصر النهضة .
ولد وتوفي في فلورنسا وكان أحد الشخصيات الرئيسية من النخبة المثقفة التي أحاطت بكوزيمو دي ميديشي، حيث لعب نيكولي دور مسينياس لأغسطس.
كانت المساهمة الرئيسية لنيكولي في الأدب الكلاسيكي في عمله كناسخ ومُنسِّق لمخطوطات الأدب الكلاسيكي؛ ساهم في تصحيح نصوصها، وقسم محتوياتها لفصول، ووضع جداول المحتويات.

## انجازاته
لم يكن متمكنا من اللغة اليونانية ولكن بمساعدة أمبروجيو ترافيرساري [الإنجليزية] انتقى مجموعة مختارة من الأدب اليوناني. نسخ العديد من المخطوطات القيمة في مكتبة لورينتيان، كمخطوطات لوكريتيوس واثنتي عشرة مسرحية كوميدية لبلاوتوس في زمن كان البحث فيه عن المخطوطات القديمة مهمة خطيرة ومكلفة؛ وكان بوجيو براشيوليني من أبرز جامعي المخطوطات. تمكن نيكولي من اقتناء 800 مخطوطة بفضل رعاية كوزيمو دي ميديشي. وكان نيكولي كريمًا في إعارة كتبه لإمتلاكه نسخًا عديدة منها. ستكون هذه المخطوطات أساس مكتبة كوزيمو دي ميديشي في سان ماركو.
امتلك نيكولي أيضًا مجموعة صغيرة ولكنها قيمة من الأعمال الفنية القديمة والعملات المعدنية والميداليات. كان يعتبر نفسه ناقدًا لا يشق له غبار، ولم يكن يتحمل أدنى نقد؛ وأثارات خلافاته مع فرانشيسكو فيليلفو، وجوارينو الفيروني [الإنجليزية] ، وخاصة ترافيرساري "Traversari"، ضجة كبيرة في الوسط العلمي في ذاك الوقت.
منعته روحه النقدية المفرطة (أو بري أعدائه، جهله باللغة) من الكتابة أو التحدث باللغة اللاتينية؛ وكان عمله الأدبي الوحيد مقال قصير باللغة الإيطالية عن الإملاء اللاتيني "Latin Orthography"، والذي سحبه من التداول بعد أن نقد عنيف من جوارينو. اشتهر على نطاق واسع كمنسق تحرير لاتيني، ولجأ له العديد من المؤلفين لتصحيح مخطوطاتهم قبل النشر؛ أطلق عليه ليوناردو بروني لقب "رقيب اللسان اللاتيني".
ويعتبر أيضًا مخترع الخط المائل، المعروف اليوم باسم الخط الإيطالي [الإنجليزية] أو كانسيليريسكا [الإنجليزية]. عندما استخدمت المطابع الإيطالية لأول مرة النوع المائل، اختاروا أسلوب نيكولي في الكتابة.
أثقلته الديون قبل وفاته، وعرض كوزيمو تحمل ديونه مقابل الاستحواذ على مجموعته المكونة من 800 مخطوطة تقدر قيمتها بحوالي 6000 فلورين.
لم يتزوج قط، مفضلاً أن يملأ منازله بالمخطوطات والعملات المعدنية والتماثيل والمزهريات والأحجار الكريمة.
دُفن نيكولي في بازيليك سانتو سبيريتو في فلورنسا.